# Ústav experimentální medicíny Akademie věd České republiky
Ústav experimentální medicíny AV ČR, v. v. i. (zkratka ÚEM AV ČR) je veřejná výzkumná instituce, součást Akademie věd České republiky. Vznikl v roce 1975 jako ústav ČSAV spojením čtyř vědeckých laboratoří existujících při odděleních lékařských fakult Univerzity Karlovy v Praze.

## Historie
Ústav vznikl v roce 1975, kdy došlo ke sloučení tří klinických laboratoří Univerzity Karlovy: plastické chirurgie, oftalmologie, otorhinolaryngologie a jedné laboratoře ultrastruktury v histologii na Fakultě všeobecného lékařství UK a jejich postupnému přemístění do sídla v Legerově ulici č. 61 po bývalé klinice popálenin, která tam vznikla za války v době náletů po zrušení soukromého Borůvkova sanatoria. 
Pobočnou laboratoří se v 70. letech stala Laboratoř pro výzkum vlivu mykotoxinů na zdraví v Olešnici v Orlických horách. V roce 1993 se přestěhoval do nové budovy v Praze Krči, Vídeňská 1083, a v roce 2011 došlo k zániku Ústavu farmakologie AV ČR a k převodu Oddělení molekulární embryologie z Ústavu živočišné fyziologie a genetiky AV ČR do UEM AV.

## Zaměření
Ústav je centrem základního biomedicínského výzkumu v oblasti buněčné biologie, vývojové toxikologie, neurobiologie, neurofyziologie, neuropatologie a teratologie, molekulární epidemiologie, molekulární farmakologie, imunofarmakologie, výzkumu nádorových onemocnění, molekulární embryologie, kmenových buněk a tkáňových náhrad. Ústav také zajišťuje výuku neurověd na lékařských fakultách Univerzity Karlovy. Ústav je také partnerem několika spin-off společnosti na využití kmenových buněk, např. Bioinova a Epona Cells, které sídlí v Inovačním biomedicínském centru (IBC) 350 metrů od budovy UEM.
K roku 2019 v Ústavu pracovalo 157 zaměstnanců (stav k 31. 12. 2019). Ústav je členěn na vědecká oddělení. Výsledkem výzkumu probíhajícím na půdě ústavu jsou již aplikovatelné výsledky v oboru ochrany životního prostředí, neurověd, regenerativní medicíny, farmakologie a diagnostických metod.

## Výzkumná oddělení
- Oddělení buněčné neurofyziologie – studium role astrocytů a polydendrocytů v patofyziologii mozkové ischemie a ve vývoji Alzheimerovy choroby a studium mechanismů vápníkové signalizace u gliových buněk.
- Oddělení funkčního uspořádání biomembrán
- Oddělení genetické toxikologie a epigenetiky – studium mechanismu toxických účinků vyráběných nanočástic i ultrajemných částic, vznikajících při spalovacích procesech.
- Oddělení molekulární biologie nádorů – studium molekulární charakteristiky nádorových onemocnění, především tlustého střeva a konečníku.
- Oddělení nanotoxikologie a molekulární epidemiologie – testování toxických účinků vyráběných nanočástic i jemných částic z ovzduší na lidských buněčných liniích (pocházejících z povrchového epitelu dýchacího traktu) a také na 3D plicních modelech (tzv. systém MucilAirTM).
- Oddělení neurofyziologie sluchu – studium morfologické charakteristiky buněk sluchového systému a jejich patologické procesy. Elektrofyziologické a histologické nálezy jsou korelovány na základě behaviorálních testů.
- Oddělení neurochemie
- Oddělení plasticity buněčného jádra
- Oddělení regenerace nervové tkáně
- Oddělení tkáňového inženýrství – vývoj tkáňových náhrad a technologie uvolňování bioaktivních látek s využitím různých typů nanovlákenných nosičů, umělé chrupavčité a kostní náhrady pro klinické využití v ortopedii, nanovlákenné nosiče pro hojení kožních defektů a incisionální hernie.
- Oddělení vývojové biologie

## Výzkumná centra

### Centrum rekonstrukčních neurověd (NEURORECON)
Zaměřením centra je výzkumná činnost v oblasti vážných nemocí a poranění mozku a míchy pod vedením profesora J. Fawcetta z oddělení klinických neurověd Univerzity v Cambridgi. Zkoumány jsou možnosti regenerace axonů a plasticity nervové tkáně.

## Spin-off společnosti

### Bioinova
Spin-off firma Bioinova s.r.o. vznikla v roce 2008. Provedla několik klinických studií:
- ALS a produkce kmenových buněk – K roku 2015 se v Bioinovii aplikovala léčba kmenovými buňkami u pacientů s amyotrofickou laterální sklerózou v rámci experimentální terapie pod kódem AMSC-ALS-001[8], a to za cenu nákladů léčby ve výši 150 000 Kč.[9] Smyslem studie se stala evidence nepřítomnosti komplikací v místě intratekálně aplikace suspenze mesenchymálních kmenových buněk a nepřítomnosti nové neurologické poruchy (meningitida, paraplegie, močová inkontinence), kterou nelze vysvětlit přirozenou progresí základního onemocnění. Dalším cílem experimentální léčby je zpomalení progrese onemocnění ALS po aplikaci hodnoceného přípravku hAMSC (progrese choroby dle funkční škály ALSFRS, Norrisovy škály a spirometrických vyšetření).[8] Pro zavedení experimentální medicíny byla nutná vstupní investice 60 mil Kč do tzv. superčistých prostor (vzduch se vymění a vyčistí i čtyřicetkrát každou hodinu), přičemž v roce 2014 náklady na výrobu vlastních kmenových buněk byly třikrát levnější než dovozené ze zahraničí.[10]
- Ruptura rotátorové manžety – Další studií č. AMSC-RC-001 je klinické hodnocení testující možné využití mesenchymálních stromálních buněk k reperaci poškozené šlachy u pacientů s rupturou rotátorové manžety.[11]
- Srůst obratlů –Využitím kmenových buněk kostní dřeně při navození srůstu obratlů po operaci páteře se zabývá klinická studie č. AMSC-DSD-001.
- Reimplantace endoprotézy kyčelního kloubu – Pod kódem AMSC-BDT-001 pokračuje klinická studie ověřující možnost využití autologních multipotentních kmenových buněk pro hojení rozsáhlých defektů při reimplantaci endoprotézy kyčelního kloubu. Cílem této studie je hodnocení bezpečnosti a účinnosti kostní novotvorby s využitím beta-trikalcium fosfátového biomateriálu obsahujícího autologní mezenchymální kmenové buňky.[12] Od r. 2010 vlastní Bioinova, s.r.o. povolení SÚKL k aseptické výrobě léčivých přípravků na bázi mezenchymálních kmenových buněk z kostní dřeně pro klinická hodnocení fáze I, II a III. Výroba probíhá v čistých prostorech třídy A/B v souladu s pravidly tzv. správné výrobní praxe.

V roce 2016 se Ústav zbavil svého podílu ve firmě Bioinova.

### EponaCell
Aplikovaný výzkum je zaměřen na užití autologních (vlastních) kmenových buněk léčeného zvířete (pes, kůň), které nastartováním hojivého procesu pomáhají obnovit poškozenou tkáň. Léčba, která urychlí hojení a sníží komplikace, stojí cca 30 000 Kč.

## Akce pro veřejnost a genderová politika
Veřejnost se může s některými částmi ústavu seznámit v rámci každoročně pořádaného Dne otevřených dveří a dalších popularizačních akcí, kterými jsou Týden vědy a techniky Akademie věd, od roku 1988 Týden mozku z iniciativy Josefa Syky a od roku 2015 Veletrh vědy. Přibližně kilometr vzdáleným pracovištěm je IKEM, který se zaměřuje především na klinickou činnost. Obě instituce dlouhodobě spolupracují na několika projektech. 
Ústav je od roku 2001 veden přísně genderově vyváženě s ohledem na eliminaci byť i nepřímé diskriminace, tj. procentní zapojení žen ve vedoucích funkcí ústavu je na 40 % vedoucích pracovníků oproti 8 % u sousedního Ústavu molekulární genetiky (rok 2013) nebo dokonce 4 % u IKEMu. Vedení ústavu podporuje účast žen ve vědě v akcích pro média a veřejnost.

## Lidé

### Ředitelé
| Vlastimil Kusák    | 1975–1984 | otolaryngolog   |
| Jiří Elis          | 1984–1990 | farmakolog      |
| Richard Jelínek    | 1990–1994 | teratolog       |
| Josef Syka         | 1994–2001 | neurolog sluchu |
| Eva Syková         | 2001–2016 | neuroložka      |
| Miroslava Anděrová | 2016–     | neurovědkyně    |

### Vědci
- Martin Braniš – zoolog
- Jitka Čejková – histochemička a oftalmoložka, spoluobjevitelka hemagelu
- Eva Kmoníčková – farmakoložka
- Šárka Kubinová – výzkum biomateriálů a aplikovaný výzkum nízkoteplotního plazmatu a jeho interakce s živými organismy, hojení ran
- Miroslav Peterka – teratolog
- Radim Šrám – molekulární epidemiolog a genetik, od roku 2007 koordinoval rozsáhlý výzkum znečištění ovzduší na Ostravsku, držitel zvláštní ceny Česká hlava
- Jan Topinka – chemik
- Pavel Vodička – onkolog
- Pavla Jendelová – neurovědkyně
- Helena Fulková – genetička

## Patenty
Prodané licence na patenty byly podstatné zdroje příjmů této instituce. Níže jsou uvedeny některé z nich, ohledně jiných se vedou vleklé soudní spory.
| Značka         | Název patentu |
| -------------- | --- |
| PUV 2020-38373 | Přípravek s obsahem bioapatitu a demineralizované kostní tkáně pro augmentaci kostních defektů                                             |
| PUV 2019-36654 | Zdroj nízkoteplotního plazmatu, zejména pro využití v potravinářském průmyslu a bioaplikacích                                              |
| PUV 2019-36581 | Toxikologický inkubátor pro expozici buněčných kultur aerosolu                                                                             |
| PUV 2019-35874 | Lyofilizovaný přípravek k léčení zánětlivých a degenerativních onemocnění                                                                  |
| PV 2019-561    | Toxikologický inkubátor pro expozici buněčných kultur aerosolu                                                                             |
| PUV 2018-35280 | Léčebné zařízení pro aplikaci terapeuticky působící atmosféry při léčení onemocnění očí                                                    |
| PV 2018-381    | Způsob a zařízení k detekci koncentrace částic, zvláště nanočástic                                                                         |
| PV 2018-537    | Přípravek pro hojení kožních defektů a způsob jeho výroby                                                                                  |
| PUV 2018-35244 | Audiometr pro měřicí aparaturu pro komplexní vyšetření sluchu a měřicí aparatura pro komplexní vyšetření sluchu obsahující tento audiometr |
| PUV 2018-35218 | Zařízení k detekci koncentrace částic, zvláště nanočástic                                                                                  |
| PUV 2018-34759 | Přípravek k léčení zánětlivých a degenerativních onemocnění oka a oční kapky adjustované ve vialkách                                       |
| PUV 2018-116   | Způsob uchování živočišných buněk |
| PUV 2017-33974 | Zdroj nízkoteplotního plazmatu, zejména pro generaci plazmatu při využití v medicínských bioaplikacích                                     |
| PUV 2017-33889 | Prostředek pro uchování lidských nebo zvířecích buněk při velmi nízkých teplotách                                                          |
| PV 2017-396    | Prostředek pro uchování lidských nebo zvířecích buněk při velmi nízkých teplotách a jeho použití                                           |
| PV 2017-293    | Polysubstituované pyrimidiny jako inhibitory tvorby prostaglandinu E2, způsob výroby a použití                                             |
| PV 2017-84     | Léčebný přípravek k prevenci a léčení zánětlivých a degenerativních onemocnění                                                             |
| PUV 2016-33101 | Prostředek pro uchování, transport a aplikaci kmenových buněk                                                                              |
| PUV 2016-33078 | 3D kompozitní gely pro řízenou diferenciaci buněk v podmínkách in vitro                                                                    |
| PUV 2016-32937 | Prostředek obsahující kmenové buňky k léčení zánětlivých onemocnění, posttraumatických reakcí a degenerativních onemocnění                 |
| PUV 2016-32290 | Variabilní kit pro kultivaci buněčných struktur v kultivačních destičkách                                                                  |
| PV 2016-644    | Prostředek obsahující kmenové buňky k léčení posttraumatických zánětlivých reakcí a způsob jeho výroby                                     |
| PV 2016-284    | Prostředek pro uchování, transport a aplikaci kmenových buněk                                                                              |
| PUV 2015-31845 | Zdroj nízkoteplotního plazmatu, zejména pro generaci plazmatu ve tvaru různých objemových útvarů                                           |
| PUV 2015-31600 | Zdroj nízkoteplotního plazmatu s možností kontaktní i bezkontaktní aplikace                                                                |
| PUV 2015-30685 | Kompozitní chirurgická síť s nanovlákennou vrstvou                                                                                         |
| PV 2015-698    | Zdroj nízkoteplotního plazmatu s možností kontaktní i bezkontaktní aplikace a způsob výroby sendvičové struktury pro tento zdroj           |
| PUV 2014-30345 | Zdroj nízkoteplotního plazmatu, zejména pro deaktivaci bakterií                                                                            |
| PV 2013-1079   | 3 D kolagenové porézní kompozitní nosiče pro akcelerovanou regeneraci kostí                                                                |
| PV 2013-543    | Atmosférický zdroj plazmatu, zejména pro využití v medicínských bioaplikacích                                                              |
| PUV 2012-25856 | Zařízení pro generaci nízkoteplotního plazmatu s laditelnou koncentrací ionizovaných částic                                                |
| PV 2011-133    | Nitě a sítě s funkcionalizovanými nanovlákny pro biomedicínskou aplikaci                                                                   |
| PV 2011-103    | Pyrimidinové sloučeniny inhibující tvorbu oxidu dusnatého a prostaglandinu E2, způsob výroby a použití                                     |
| PV 2009-496    | Způsob výroby nanokapslí připravených na bázi nanovláken                                                                                   |

## Kauzy

### Kauza léčby ALS kmenovými buňkami
V roce 2016 byla profesorka Eva Syková předsedou Akademie věd ČR Jiřím Drahošem odvolána z postu ředitelky Ústavu experimentální medicíny AV ČR v reakci na reportáž Markéty Dobiášové v pořadu Reportéři ČT o úhradě poplatku pacienty zařazenými do klinické studie týmu zaměřeného na léčbu amyotrofické laterální sklerózy (ALS) kmenovými buňkami.

### Kauza vědeckých podvodů a Šárky Kubinové
Na podzim 2020 upozornila Šárka Kubinová na vědecké podvody na Ústavu experimentální medicíny AVČR, stala se terčem perzekuce a byť vedoucí dotyčného oddělení, musela z ústavu odejít. V minulosti Kubinová působila na oddělení neurověd prof. Evy Sykové.